# Északi kormányzóság (Bahrein)

Az Északi kormányzóság elhelyezkedése Bahreinen belül

Az Északi kormányzóság (arabul al-Muháfaza as-Samálijja, arab betűkkel المحافظة الوسطى [al-Muḥāfaẓa aš-Šamāliyya]) Bahrein öt kormányzóságának egyike. A fősziget északnyugati része és a tőle nyugatra Umm an-Naaszán szigete tartozik hozzá. Északkeleten Főváros kormányzósággal, keleten Középső, délkelet felől pedig a Déli kormányzósággal határos.